# Chatsworth (Georgia)
Chatsworth è una città degli Stati Uniti d'America, situata in Georgia, nella Contea di Murray, della quale è il capoluogo.